# Cyllene (maan)
Cyllene, of Jupiter XLVIII is een natuurlijke satelliet van Jupiter. De maan werd ontdekt in 2003 door de Universiteit van Hawaï in Manoa onder leiding van Scott S. Sheppard en kreeg eerst de naam S/2003 J 13.
Cyllene is zo'n 2 kilometer in doorsnee en draait om Jupiter met een gemiddelde afstand van 23,800 Gm in 751,98 dagen.
De maan is genoemd naar een riviernymf, een dochter van Zeus.